# Hadena impressa
Hadena impressa är en fjärilsart som beskrevs av Eugen Johann Christoph Esper 1788. Hadena impressa ingår i släktet Hadena och familjen nattflyn. Inga underarter finns listade i Catalogue of Life.